# Caselle Lurani
Caselle Lurani ist eine Gemeinde mit 3071 Einwohnern (Stand 31. Dezember 2023) in der Provinz Lodi in der italienischen Region Lombardei.

## Ortsteile
Im Gemeindegebiet liegen neben dem Hauptort die Fraktion Calvenzano, sowie die Wohnplätze Grugnetto und Pozzobonella.

## Persönlichkeiten
- Giovanni Lodetti (1942–2023), Fußballspieler